# 朝鲜劳动党第四次代表大会
朝鲜劳动党第四次代表大会于1961年9月11日－1961年9月18日在平壤召开。

## 一中全会
- 时间：1961年9月18日[1]
- 议程：
  - 党中央委员会委员长金日成作工作总结报告
  - 党中央检查委员会副委员长金桂林作工作报告
  - 内阁第一副首相金一作发展人民经济的七年（1961—1967）计划报告

会上选举产生了85名中央委员、50名中央候补委员。
- 政治委员会委员：金日成、崔庸健、金一、朴金喆、金昌滿、李孝淳、朴正爱、金光侠、鄭一龍、南日、李钟玉
- 政治委员会候补委员：金翊善、李周渊、河仰天、韩相斗
- 中央委员会委员长：金日成
- 中央委员会副委员长：崔庸健、金一、朴金喆、金昌滿、李孝淳
- 检阅委员会委员长：金翊善
- 检阅委员会副委员长：黄元宝、金昌德、朴春赫
- 检阅委员会委员：李民洙、吴英奉、李承宇

## 二中全会扩大会议
- 时间：1961年11月27日
- 议程：
  - “关于参加苏共第二十二次代表大会的朝鲜劳动党代表团的工作”：金日成委员长就此作了报告[3]
  - “关于一九六二年国民经济发展计划”：内阁副首相、国家计划委员会委员长鄭準澤就此作了报告[1]
  - “关于在农村建设六十万栋文化住宅”：农村建设相金炳益就此作了报告[1]

## 三中全会扩大会议
- 时间：1962年3月6日－3月8日
- 议程：“关于黄海南道党组织为贯彻金日成同志在指导青山里和江西郡党的工作时所指示而进行的工作情况”：中央组织指导部部长金英柱就些作了报告[1]

## 四中全会
（缺资料）

## 五中全会
- 时间：1962年12月10日－12月14日
- 议程：[4]
  - “关于在当前形势下进一步加强国防力量问题”
  - “关于1962年国民经济计划执行结果和1963年国民经济计划”

## 六中全会
- 时间：1963年5月13日－5月15日
- 议程：[5]
  - “关于进一步加强工厂企业党委员会的工作”:劳动党千里马大安电机厂委员会委员长池章健、劳动党安州煤矿委员会委员长朴基泽、劳动党城津炼钢厂委员会委员长金能日就此作了报告
  - “进一步加强千里马作业班运动”：。朝鲜职业总同盟中央委员会委员长金曰龙对此作了报告

## 七中全会
- 时间：1963年9月3日－9月5日
- 议程：[6]
  - “关于一九六三年国民经济发展计划执行情况的初步总结和一九六四年国民经济发展计划”：朝鲜内阁副首相兼国家计划委员会委员长郑准泽就此议题作了报告
  - “关于增加畜产品的生产”：内阁农业委员会委员长金万金就此作了报告

## 八中全会
- 时间：1964年2月25日－2月27日
- 议程：[7][8]
  - “朝鲜社会主义农村问题提纲”：金日成向全议提出了这一提纲
  - “关于南朝鲜的当前局势和朝鲜劳动党的统一祖国的任务”：党中央委员会副委员长李孝淳对此作了报告
  - “关于进一步加强对各阶层群众的工作”：党中央委员会副委员长朴金喆对此作了报告

## 九中全会
- 时间：1964年6月25日－6月26日
- 议程：[9]
  - “关于成立朝鲜农业勤劳者同盟问题”：中央委员会副委员长朴金喆就此作了报告
  - “关于改进和加强职业同盟的工作问题”：朝鲜职业总同盟中央委员会委员长金曰龙就此作了报告

全会选举李周渊为中央政治委员会委员；金昌凤、朴成哲为中央政治委员会候补委员。

## 十中全会
- 时间：1964年12月14日－12月19日
- 议程：[10]
  - “一九六四年国民经济计划执行情况的初步总结和执行一九六五年国民经济发展计划的措施”

## 十一中全会
- 时间：1965年6月29日－7月1日
- 议程：[11]
  - “改进和加强热力及电力的管理工作”：党中央副委员长、内阁第一副首相金一就此作了报告
  - “改进和加强高等教育及科学研究工作”：党中央副委员长、内阁副首相金昌满就此作了报告

## 十二中全会
- 时间：1965年11月21日－11月27日
- 议程：“关于进一步加强郡党委员会工作和党对国民经济各部门的领导”：党中央委员会副委员长朴金喆对此作了报告[12]

## 十三中全会
- 时间：1966年3月28日－4月4日
- 议程：[13]
  - “关于第四届党中央委员会第十二次会议决定执行情况的总结”：各道（直辖市）党委员长分别就此作了报告[1]
  - “关于召开党代表会议”：中央委员会副委员长金光侠就些作了报告

## 十四中全会
1966年10月5日至10日间，朝鲜劳动党举行了第二次党代表会议。会上，分析了当时的国际形势，阐明了劳动党对社会主义和国际共产主义运动发展的原则立场，并提出经济建设和国防建设并举的战略方针。之后，在十四中全会上，批准了名为“目前形势和我党的任务”与“关于目前社会主义经济建设的任务”的党代表会议决议。
- 时间：1966年10月12日
- 议程：[1]
  - “关于批准党的代表会议决议”
  - “组织问题”：设立党中央委员会政治委员会常务委员会，取消中央委员会委员长、副委员长职务，改为总书记、书记职务制，并设书记局。

- 政治委员会
  - 政治委员会常务委员会：金日成、崔庸健、金一、朴金喆、李孝淳、金光侠
  - 补选产生政治委员会委员：金翊善、金昌凤、朴成哲、崔贤、李永镐
  - 补选产生政治委员会候补委员：石山、许凤学、崔光、吴振宇、林春秋、金东奎、金英柱、朴容国、郑景福

- 书记局
  - 总书记：金日成
  - 书记：崔庸健、金一、朴金喆、李孝淳、金光侠、石山、许凤学、金英柱、朴容国、金道万

同时，因金翊善调任其他职务而免去其检阅委员会委员长职务，选举金丽重为检阅委员会委员长。

## 十五中全会
时间：1967年5月4日－5月8日
议程：（缺资料）
全会上批判、清除了朴金喆、李孝淳、金道满等“甲山派”分子。

## 1967年7月中央全会
- 时间：1967年6月28日－7月3日
- 议程：讨论关于继续贯彻党代表会议决议的措施[1]

## 1968年4月中央全会
- 时间：1968年4月22日－4月25日
- 议程：[1]
  - “关于旨在进一步搞好经济建设和国防建设，以应付目前形势的一九六八年国民经济发展计划”：中央书记、内阁第一副首相金一就此作了报告
  - “关于尽快发展畜牧业”

## 1968年11月中央全会扩大会议
- 时间：1968年11月11日－11月16日
- 议程：[1]
  - “关于进一步加强铁路运输为首的整个运输工作”
  - “关于朝鲜劳动党四届十六中全会决议‘关于改进和加强劳动行政工作’执行情况的小结”

## 1969年6月中央全会扩大会议
- 时间：1969年6月27日－6月30日
- 议程：[1]
  - “关于在国民经济所有部门加强爱护和节约国家财产的斗争”：中央书记崔庸健就此作了报告
  - “关于在发展水产业中掀起新的革新”：中央书记玄武光就此作了报告

## 1969年12月中央全会扩大会议
- 时间：1969年12月1日－12月5日
- 议程：[1]
  - “关于进一步加强社会主义劳动青年同盟工作”：社会主义劳动青年同盟委员会委员长吴基天就此议题作了报告
  - “关于进一步加强党对教育工作的领导”：中央科學及教育部長崔重極就些作了报告
  - “关于召开朝鲜劳动党第五次代表大会”